# Slavinje
Slavinje este o localitate din comuna Postojna, Slovenia, cu o populație de 64 de locuitori.